# Coupe d'Europe des clubs de basket-ball en fauteuil roulant
Navigation
- 2009
- 2010
- 2011
- 2012
- 2013
- 2014
- 2015
- 2016
- 2017
- 2018
- 2019
- 2020
- 2021
- 2022
- 2023
- 2024
- 2025

La Coupe d'Europe des clubs de basket-ball en fauteuil roulant (ou EuroCup) est une compétition internationale mixte de basket-ball en fauteuil roulant réunissant les meilleurs clubs d'handibasket d'Europe. Elle se dispute officiellement depuis 1977 et est organisée par l'IWBF Europe.
Depuis 2009, elle compte cinquante-cinq équipes et quatre coupes.

## Formule de la compétition

### L'ouverture à une quatrième division (2009)
La compétition comporte deux phases.
Lors de la première phase, appelée tour préliminaire, les équipes sont placées dans les divisions d'Euroleague 1, 2 et 3 suivant leur position dans le classement européen des clubs, tenu à jour par l'IWBF Europe. Chaque poule comporte cinq équipes (3 poules en Euroleague 1, 4 poules en Euroleague 2 et 3 poules en Euroleague 3). Chaque division donne accès, suivant le classement obtenu dans les tournois préliminaires, à quatre différentes coupes d'Europe.
La plus prestigieuse est la Coupe des Clubs Champions (ou EuroCup 1), nommée ainsi car elle rassemblait autrefois les équipes ayant remporté leurs championnats nationaux respectifs. Viennent ensuite la Coupe André Vergauwen (EuroCup 2) et la Coupe Willi Brinkmann (EuroCup 3), portant les noms de deux des trois hommes à l'origine de la mise en place de la Coupe d'Europe des clubs et de l'IWBF Europe. La dernière de ces coupes est la Challenge Cup (EuroCup 4).
Les modalités de qualification pour les finales sont les suivantes, :
- Qualifiées pour l'Eurocup 1 (Coupe des Champions) : l'équipe tenante du titre de l'EuroCup 1, l'équipe organisatrice de la phase finale de l'Eurocup 1, et les équipes classées aux 1re et 2e places des groupes du tour préliminaire de l'Euroleague 1
- Qualifiées pour l'Eurocup 2 (Coupe Vergauwen) : l'équipe organisatrice de la phase finale de l'Eurocup 2, les équipes classées 3e des groupes du tour préliminaire de l'Euroleague 1 et les équipes classées à la 1re place des groupes du tour préliminaire de l'Euroleague 2
- Qualifiées pour l'Eurocup 3 (Coupe Brinkmann) : l'équipe organisatrice de la phase finale de l'Eurocup 3, les équipes classées 4e des groupes du tour préliminaire de l'Euroleague 1 et les équipes classées à la 2e place des groupes du tour préliminaire de l'Euroleague 2
- Qualifiées pour l'Eurocup 4 (Challenge Cup) : l'équipe organisatrice de la phase finale de l'Eurocup 4, les équipes classées 3e des groupes du tour préliminaire de l'Euroleague 2 et les équipes classées à la 1re place des groupes du tour préliminaire de l'Euroleague 3

Le champion d'Europe en titre et les quatre clubs organisant chacun la phase finale d'une des coupes sont dispensés de tour préliminaire.

### Valorisation de la Champions Cup et économies nécessaires (2016 puis 2017)
Les réformes de 2016 et 2017 s'attachent d'une part à valoriser le vainqueur de l'EuroCup 1 (après les nombreux mécontentements de la composition des poules du tour final de la Champions Cup 2015), via l'organisation de plateaux en 1/4 de finale suivis d'un final four sur terrain neutre, et d'autre part à réduire les coûts engendrés par la nécessité d'utiliser deux salles de sport aux normes durant les quatre jours de compétition, tant que la visibilité de ce sport et le manque de sponsors se feront sentir.
Le mode d'organisation du tour préliminaire de l'Euroligue est conservé dans son intégralité, ainsi que celui des coupes Vergauwen, Brinkmann et de la Challenge Cup. Seule la Champions Cup est modifiée :
- Dès 2016 :
  - Suppression des rencontres de classement pour les équipes éliminées durant la phase de groupes du tour final
- À partir de 2017 : 
  - Organisation d'un plateau en 1/4 de finale, environ un mois après le tour préliminaire, avec deux groupes de quatre, respectivement par les champion et vice-champion de la saison précédente
  - Final four, environ un mois après les 1/4 de finale, sur site unique et neutre pour les 2 premiers de chaque groupe

## Palmarès
Podiums des championnats d'Europe,, :
| Année | Eurocup I Coupe des Clubs Champions                                                                                  | Eurocup II Coupe André Vergauwen                                                                                     | Eurocup III Coupe Willi Brinkmann                                                                                    | Eurocup IV Challenge Cup                                                                                             |
| ----- | --- | --- | --- | --- |
| 1975  | ISA Amsterdam · SC Antilope · BSG Duisburg                                                                           | - | - | - |
| 1977  | SC Antilope · ISA Amsterdam · BSG Duisburg                                                                           | RSG Frankfurt · RSG Koblenz · Redeoss Delft                                                                          | - | - |
| 1978  | SC Antilope · ISA Amsterdam · BSG Duisburg                                                                           | ASHPA Strasbourg · SC Antilope (2) · ISV Hengelo                                                                     | - | - |
| 1979  | BC Frisol Rowic · SC Antilope · BSG Duisburg                                                                         | SV Sint-Jan Brugge · Feniks Wetteren · MEC Charleroi                                                                 | - | - |
| 1980  | SC Antilope · BC Frisol Rowic · BSG Duisburg                                                                         | MEC Charleroi · Feniks Wetteren · RSC Köln                                                                           | - | - |
| 1981  | Norrbacka HIF · GIDOS Gits · SC Antilope                                                                             | Feniks Lokeren · MTI Meaux · SIS Ooievaars                                                                           | - | - |
| 1982  | AMVJ Amsterdam · AS Berck · Stade auxerrois                                                                          | - | - | - |
| 1983  | BV Aalsmeer · SC Antilope · Norrbacka HIF                                                                            | - | - | - |
| 1984  | BV Aalsmeer · AS Berck · Norrbacka HIF                                                                               | - | - | - |
| 1985  | AS Berck · BV Aalsmeer · SV Sint-Jan Brugge                                                                          | - | - | - |
| 1986  | AS Berck · BV Aalsmeer · USC München                                                                                 | - | - | - |
| 1987  | Racing Rowic · AS Berck · Olimpija Ljubljana                                                                         | - | - | - |
| 1988  | Racing Rowic · AS Berck · USC München                                                                                | CMB Santa Lucia Sport · LSG Jets · Clumam                                                                            | - | - |
| 1989  | AS Berck · Racing Rowic · USC München                                                                                | ASPHA Douai · SC Antilope · LSG Jets                                                                                 | - | - |
| 1990  | Racing Rowic · AS Berck · Feniks Wetteren                                                                            | Sheffield Steelers · SC Antilope · ASCO Mulhouse                                                                     | - | - |
| 1991  | BC Verkerk · AS Berck · Sheffield Steelers                                                                           | BSG Duisburg · UBC Münster · CS Meaux                                                                                | - | - |
| 1992  | BC Verkerk · AS Berck · SV Sint Jan Brugge                                                                           | UBC Münster · RBV Aalsmeer · AS Santo Stefano                                                                        | - | - |
| 1993  | BC Verkerk · AS Briantea84 Cantù · Sheffield YE Steelers                                                             | ISA Amsterdam · CS Meaux · SC Antilope                                                                               | - | - |
| 1994  | Sheffield Action Steelers WBC · CS Meaux · BC Verkerk                                                                | US Ha Corvino · Oldham Owls · ASCO Mulhouse                                                                          | - | - |
| 1995  | BC Verkerk · CS Meaux · CD Fundosa Grupo Once Madrid                                                                 | Oldham Owls · USB Münster · AS Briantea84 Cantù                                                                      | - | - |
| 1996  | BC Verkerk · CD Fundosa Grupo Once Madrid · CS Meaux                                                                 | AS Santo Stefano · USB Münster · ASCO Mulhouse                                                                       | - | - |
| 1997  | CD Fundosa Grupo Once Madrid · CS Meaux · Oldham Owls                                                                | Milton Keynes Aces · Brussels WBB · AS Berck                                                                         | HB Aillant sur Tholon · CP Mideba · MFP Moscow                                                                       | - |
| 1998  | CMB Santa Lucia Sport · CD Fundosa Grupo Once Madrid · CS Meaux                                                      | Kuchall Steelers · CP Mideba · AS Berck                                                                              | ASCO Mulhouse · CP Mideba · Kangourou Charleroi                                                                      | - |
| 1999  | CS Meaux · Oldham Owls · CD Fundosa Grupo Once Madrid                                                                | ASV Bonn · GSD Anmic Sassari · Stade auxerrois                                                                       | AS Briantea84 Cantù · SKI Zmaj od Bosne · CP Mideba                                                                  | - |
| 2000  | CS Meaux · Sheffield Steelers · Oldham Owls                                                                          | Milton Keynes Aces · AS Zwickau · SV Sint Jan Brugge                                                                 | CP Mideba · CAI Zaragoza · Roller Bulls                                                                              | - |
| 2001  | CS Meaux · GSD Anmic Sassari · Oldham Owls                                                                           | Tabu Cantù · Rotterdam Arrows'81 · Ilan Kesem Hadera                                                                 | SG Heidelberg · Beit Halochem · CISS AIAS di Afragola                                                                | - |
| 2002  | GSD Anmic Sassari · Sheffield Steelers · Tabu Cantù                                                                  | CMB Santa Lucia Sport · Milton Keynes Aces · Sandra Gran Canaria                                                     | RSV Lahn-Dill · CISS AIAS di Afragola · CP Mideba                                                                    | - |
| 2003  | CMB Santa Lucia Sport · CD Fundosa Once Madrid · Oldham Owls                                                         | GSD Porto Torres · Izmir Buyuksehir · Sandra Gran Canaria                                                            | CISS AIAS di Afragola · Beit Halochem · Storm WBC                                                                    | - |
| 2004  | RSV Lahn-Dill · GSD Anmic Sassari · Toulouse IC                                                                      | ASV Rollis Zwickau · Sandra Gran Canaria · Tabu Cantù                                                                | AS Santo Stefano · KIK Veterani · SKK Sanski Most                                                                    | - |
| 2005  | RSV Lahn-Dill · CMB Santa Lucia Sport · GSD Porto Torres                                                             | Tabu Cantù · Sheffield Steelers · CP Mideba                                                                          | Pilatus Dragons · CAI Zaragoza · CD Amfiv Ademi                                                                      | - |
| 2006  | RSV Lahn-Dill · GSD Anmic Sassari · Tabu Cantù                                                                       | RSC Rollis Zwickau · SV Sint Jan Brugge · ASV Bonn                                                                   | AS Santo Stefano · Vital Vigo Amfiv · Sandra Gran Canaria                                                            | - |
| 2007  | CMB Santa Lucia Sport · RSV Lahn-Dill · Oldham Owls                                                                  | AS Dream Team Milano · ASV Bonn · AS Santo Stefano                                                                   | Sandra Gran Canaria · Istanbul Engelli · Ilan Kesem Hadera                                                           | - |
| 2008  | Galatasaray SK · RSV Lahn-Dill · AS Dream Team Milano                                                                | Once Andalucia Sevilla · GSD Anmic Sassari · CAPSAAA Paris                                                           | Padova Millennium Basket · Vital Vigo Amfiv · RSG Frankfurt                                                          | - |
| 2009  | Galatasaray SK · RSC Rollis Zwickau · RSV Lahn-Dill                                                                  | CMB Santa Lucia Sport · Milton Keynes Aces · Beşiktaş JK                                                             | ASV Bonn · CP Mideba · CAPSAAA Paris                                                                                 | BADS Sardegna Quartu Sant'Elena · Beit Halochem Tel Aviv · Norrköping Dolphins                                       |
| 2010  | RSV Lahn-Dill · CMB Santa Lucia Sport · RSC Rollis Zwickau                                                           | CS Meaux · Beşiktaş JK · CP Mideba                                                                                   | BSR Fundacion Grupo Norte Valladolid · CD Amfiv Ademi · Funhpaiin Peraleda Toledo                                    | Norrköping Dolphins · Wolverhampton Rhinos · Pilatus Dragons                                                         |
| 2011  | Galatasaray SK · RSV Lahn-Dill · CMB Santa Lucia Sport                                                               | Beşiktaş JK · Köln 99ers · ASV Bonn                                                                                  | CS Meaux · GSD Porto Torres · Funhpaiin Peraleda Toledo                                                              | BPLS Amicacci Giulianova · CID Casa Murcia Getafe · Beit Halochem Haifa                                              |
| 2012  | RSV Lahn-Dill · Galatasaray SK · Lottomatica Elecom Roma                                                             | Polisportiva Amicacci Giulianova · BC Verkerk · CID Casa Murcia Getafe                                               | Beşiktaş JK · Oldham Owls · BSR Las Palmas Gran Canaria                                                              | Sheffield Steelers · GSD Porto Torres · Unipol Briantea84 Cantù                                                      |
| 2013  | Galatasaray SK · CMB Santa Lucia Sport · CD Fundosa Once Madrid                                                      | Unipol Briantea84 Cantù · GSD Anmic Sassari · Oettinger RSB Team Thüringen                                           | GSD Porto Torres · Padova Millennium Basket · BSR Las Palmas Gran Canaria                                            | CP Mideba Extremadura · Goldmann Dolphins Trier · ASD Polisportiva Nordest                                           |
| 2014  | Galatasaray SK · CD Fundosa Once Madrid · RSV Lahn-Dill                                                              | Oettinger RSB Team Thüringen · Beşiktaş JK · Beit Halochem Tel Aviv                                                  | HB Le Cannet CA · GSD Porto Torres · GSD Anmic Sassari                                                               | BG Hamburg SV · Mainhatten Skywheelers · CP Mideba Extremadura                                                       |
| 2015  | RSV Lahn-Dill · CD Ilunion Madrid · CMB Santa Lucia Sport                                                            | Goldmann Dolphins Trier · Hyères HC · CS Meaux                                                                       | HB Le Cannet CA · BSR Fundacion Grupo Norte Valladolid · Köln 99ers                                                  | BSR Amiab Albacete · ASD Cimberio HS Varèse · Yalova Ortopedikler SK                                                 |
| 2016  | CD Ilunion Madrid · RSV Lahn-Dill · Unipol Briantea84 Cantù                                                          | RSB Thüringia Bulls · BG Baskets Hamburg · CS Meaux BF                                                               | CID Casa Murcia Getafe · DECO Amicacci Giulianova · BSR ACE Gran Canaria                                             | BSR Amiab Albacete · Bidaideak Bilbao BSR · Pendik Rehab Merkezi ESK                                                 |
| 2017  | CD Ilunion Madrid · Unipol Briantea84 Cantù · RSV Lahn-Dill                                                          | Galatasaray SK · BSR Amiab Albacete · DECO Amicacci Giulianova                                                       | Hornets Le Cannet · BSR Fundación Grupo Norte Valladolid · Yalova Ortapedikler SK                                    | CD Amfiv Vigo · Rhine River Rhinos Wiesbaden · TSK Rehab Merkezi ESK                                                 |
|       | Ligue des Champions                                                                                                  | Euroligue 1 | Euroligue 2 | Euroligue 3 |
| 2018  | RSB Thüringia Bulls · CD Ilunion Madrid · Unipol Sai Briantea84 Cantù                                                | Galatasaray SK · Bidaideak Bilbao BSR · Beşiktaş RMK Marine                                                          | Sheffield Steelers · BSR ACE Gran Canaria · Hornets Le Cannet                                                        | SSD Santa Lucia · ASD Santo Stefano Sport · Izmir BB Genclik VESK                                                    |
| 2019  | RSB Thüringia Bulls · CD Ilunion Madrid · RSV Lahn-Dill                                                              | Bidaideak Bilbao BSR · Beşiktaş TSBT · Hornets Le Cannet                                                             | CP Mideba Extremadura · SSD Santa Lucia · Ilan Ramat Gan                                                             | Fenerbahçe EYSK · Gazişehir Gaziantep SC · Izmir Büyükşehir                                                          |
| 2020  | Édition annulée après le tour préliminaire de la Ligue des Champions, en raison de la pandémie de Covid-19 en Europe | Édition annulée après le tour préliminaire de la Ligue des Champions, en raison de la pandémie de Covid-19 en Europe | Édition annulée après le tour préliminaire de la Ligue des Champions, en raison de la pandémie de Covid-19 en Europe | Édition annulée après le tour préliminaire de la Ligue des Champions, en raison de la pandémie de Covid-19 en Europe |
| 2021  | RSV Lahn-Dill · RSB Thüringia Bulls · CD Ilunion Madrid                                                              | Éditions non disputées en raison de la poursuite de la pandémie de Covid-19 en Europe                                | Éditions non disputées en raison de la poursuite de la pandémie de Covid-19 en Europe                                | Éditions non disputées en raison de la poursuite de la pandémie de Covid-19 en Europe                                |
| 2022  | BSR Amiab Albacete · CD Ilunion Madrid · RSB Thüringia Bulls                                                         | BSR ACE Gran Canaria · Ilan Ramat Gan · Interwetten Coloplast Sitting Bulls                                          | Red Dragon's Metz HS · Aigles du Puy-en-Velay · Dinamo Banco di Sardegna Sassari                                     | Phase finale non organisée par l'IWBF en raison de la pandémie de Covid-19 en Europe                                 |
| 2023  | BSR Amiab Albacete · RSB Thüringia Bulls · CD Ilunion Madrid                                                         | ASD Santo Stefano Sport · Bidaideak Bilbao BSR · UnipolSai Briantea84 Cantù                                          | Fenerbahçe Göksel Çelik · Deco Metalferro Amicacci Abruzzo · Hyères HC                                               | Hannover United · Dinamo Banco di Sardegna Sassari · Izmir Büyükşehir                                                |
| 2024  | BSR Amiab Albacete · RSB Thüringia Bulls · RSV Lahn-Dill                                                             | Fenerbahçe Göksel Çelik · Bidaideak Bilbao BSR · BSR Econy Gran Canaria                                              | Hannover United · Mia Briantea84 Cantù · Dinamo Banco di Sardegna Sassari                                            | UCAM Murcia BSR · Izmir Büyükşehir · BSR Fundación Aliados Valladolid                                                |
| 2025  | BSR Amiab Albacete · Deco Metalferro Amicacci Abruzzo · CD Ilunion Madrid                                            | Galatasaray SK · Aigles du Puy-en-Velay · Hyères HC                                                                  | Rhine River Rhinos Wiesbaden · Hornets Le Cannet · BSR Fundación Aliados Valladolid                                  | CD Amivel Reyes Gutiérrez · ASD Reggio Calabria BIC · Élan Chalon BF                                                 |

## Titres par clubs

### Statistiques remarquables
Une seule équipe a réalisé un quadruplé en Eurocup 1 (remporter quatre années consécutivement la Coupe d'Europe) :
- Amiab Albacete (2022, 2023, 2024 et 2025)

Seules trois autres équipes ont réalisé un triplé en EuroCup 1 :
- Verkerk (1991, 1992 et 1993)
- Meaux (1999, 2000 et 2001)
- Lahn-Dill (2004, 2005 et 2006)

Les doublés en EuroCup 1 ont été légèrement plus nombreux :
- SC Antilope (1977 et 1978)
- BV Aalsmeer (1983 et 1984)
- Berck (1985 et 1986)
- Racing Rowic (1987 et 1988)
- Verkerk (1995 et 1996)
- Galatasaray (2008 et 2009)
- Galatasaray (2013 et 2014)
- Ilunion Madrid (2016 et 2017)
- Thüringia Bulls (2018 et 2019)

Trois doublés ont été réalisés hors EuroCup 1 :
- Le Cannet : EuroCup 3 (2014 et 2015)
- Amiab Albacete : EuroCup 4 (2015 et 2016)
- Galatasaray : EuroCup 2 (2017 et 2018)

Plusieurs équipes ont aussi remporté deux coupes différentes consécutivement :
- Santa Lucia Roma : EuroCup 2 (en 2002) puis EuroCup 1 (en 2003)
- Meaux : EuroCup 2 (en 2010) puis EuroCup 3 (en 2011)
- Beşiktaş : EuroCup 2 (en 2011) puis EuroCup 3 (en 2012)
- Amicacci Giulianova : EuroCup 4 (en 2011) puis EuroCup 2 (en 2012)
- Fenerbahçe : EuroCup 3 (en 2023) puis EuroCup 2 (en 2024)
- Hannover United : EuroCup 4 (en 2023) puis EuroCup 3 (en 2024)

Une seule équipe a été sacrée au moins une fois dans chacune des 4 coupes d'Europe :
- Sheffield Steelers : EuroCup 1 (en 1994), EuroCup 2 (en 1990), EuroCup 3 (en 2018) et EuroCup 4 (en 2012)

Trois autres équipes ont remporté trois coupes différentes :
- Meaux : EuroCup 1 (première victoire en 1999), EuroCup 2 (en 2010) et EuroCup 3 (en 2011)
- Santa Lucia Roma : EuroCup 1 (première victoire en 1998), EuroCup 2 (première victoire en 1988) et EuroCup 4 (en 2018)
- Fenerbahçe : EuroCup 2 (en 2024), EuroCup 3 (en 2023) et EuroCup 4 (en 2019)

Deux équipes ont remporté au moins une médaille dans chacune des quatre coupes d'Europe :
- Briantea84 Cantù (premières médailles en EuroCup 1 en 1993, en EuroCup 2 en 1995, en EuroCup 3 en 1999 et en EuroCup 4 en 2012)
- Santa Lucia Roma (premières médailles en EuroCup 1 en 1998, en EuroCup 2 en 1988, en EuroCup 3 en 2019 et en EuroCup 4 en 2018)

### Classement par titres remportés
| Club                                                                                      | Total titres | EuroCup I Coupe des Clubs Champions / Ligue des Champions | EuroCup II Coupe André Vergauwen / Euroligue 1 | EuroCup III Coupe Willi Brinkmann / Euroligue 2 | EuroCup IV Challenge Cup / Euroligue 3 |
| ----------------------------------------------------------------------------------------- | ------------ | --------------------------------------------------------- | ---------------------------------------------- | ----------------------------------------------- | -------------------------------------- |
| RSV Lahn-Dill                                                                             | 8            | 7 · 2004, 2005, 2006, 2010, 2012, 2015, 2021              | 0                                              | 1 · 2002                                        | 0                                      |
| Galatasaray SK                                                                            | 8            | 5 · 2008, 2009, 2011, 2013, 2014                          | 3 · 2017, 2018, 2025                           | 0                                               | 0                                      |
| BC Verkerk                                                                                | 5            | 5 · 1991, 1992, 1993, 1995, 1996                          | 0                                              | 0                                               | 0                                      |
| BSR Amiab Albacete                                                                        | 6            | 4 · 2022, 2023, 2024, 2025                                | 0                                              | 0                                               | 2 · 2015, 2016                         |
| BC Frisol Rowic puis Racing Rowic                                                         | 4            | 4 · 1979, 1987, 1988, 1990                                | 0                                              | 0                                               | 0                                      |
| CMB Santa Lucia Sport                                                                     | 7            | 3 · 1998, 2003, 2007                                      | 3 · 1988, 2002, 2009                           | 0                                               | 1 · 2018                               |
| MTI Meaux puis CS Meaux                                                                   | 5            | 3 · 1999, 2000, 2001                                      | 1 · 2010                                       | 1 · 2011                                        | 0                                      |
| CD Fundosa Once Madrid puis CD Ilunion Madrid                                             | 3            | 3 · 1997, 2016, 2017                                      | 0                                              | 0                                               | 0                                      |
| AS Berck                                                                                  | 3            | 3 · 1985, 1986, 1989                                      | 0                                              | 0                                               | 0                                      |
| SC Antilope                                                                               | 3            | 3 · 1977, 1978, 1980                                      | 0                                              | 0                                               | 0                                      |
| Oettinger RSB Team Thüringen puis RSB Thüringia Bulls                                     | 4            | 2 · 2018, 2019                                            | 2 · 2014, 2016                                 | 0                                               | 0                                      |
| BV Aalsmeer                                                                               | 2            | 2 · 1983, 1984                                            | 0                                              | 0                                               | 0                                      |
| Sheffield Steelers                                                                        | 4            | 1 · 1994                                                  | 1 · 1990                                       | 1 · 2018                                        | 1 · 2012                               |
| ISA Amsterdam                                                                             | 2            | 1 · 1975                                                  | 1 · 1993                                       | 0                                               | 0                                      |
| GSD Anmic Sassari                                                                         | 1            | 1 · 2002                                                  | 0                                              | 0                                               | 0                                      |
| AMVJ Amsterdam                                                                            | 1            | 1 · 1982                                                  | 0                                              | 0                                               | 0                                      |
| Norrbacka HIF                                                                             | 1            | 1 · 1981                                                  | 0                                              | 0                                               | 0                                      |
| AS Briantea84 Cantù puis Tabu Cantù et Unipol Briantea84 Cantù                            | 4            | 0                                                         | 3 · 2001, 2005, 2013                           | 1 · 1999                                        | 0                                      |
| AS Santo Stefano                                                                          | 4            | 0                                                         | 2 · 1996, 2023                                 | 2 · 2004, 2006                                  | 0                                      |
| AS Zwickau puis ASV Rollis Zwickau et RSC Rollis Zwickau                                  | 2            | 0                                                         | 2 · 2004, 2006                                 | 0                                               | 0                                      |
| Milton Keynes Aces                                                                        | 2            | 0                                                         | 2 · 1997, 2000                                 | 0                                               | 0                                      |
| Fenerbahçe EYSK                                                                           | 3            | 0                                                         | 1 · 2024                                       | 1 · 2023                                        | 1 · 2019                               |
| ADME Sandra/Econy Gran Canaria puis BSR ACE Las Palmas Gran Canaria                       | 2            | 0                                                         | 1 · 2022                                       | 1 · 2007                                        | 0                                      |
| Beşiktaş JK                                                                               | 2            | 0                                                         | 1 · 2011                                       | 1 · 2012                                        | 0                                      |
| GSD Porto Torres                                                                          | 2            | 0                                                         | 1 · 2003                                       | 1 · 2013                                        | 0                                      |
| ASV Bonn                                                                                  | 2            | 0                                                         | 1 · 1999                                       | 1 · 2009                                        | 0                                      |
| BPLS Amicacci Giulianova puis Polisportiva Amicacci Giulianova puis Deco Amicacci Abruzzo | 2            | 0                                                         | 1 · 2012                                       | 0                                               | 1 · 2011                               |
| Bidaideak Bilbao BSR                                                                      | 1            | 0                                                         | 1 · 2019                                       | 0                                               | 0                                      |
| Goldmann Dolphins Trier                                                                   | 1            | 0                                                         | 1 · 2015                                       | 0                                               | 0                                      |
| Once Andalucia Sevilla                                                                    | 1            | 0                                                         | 1 · 2008                                       | 0                                               | 0                                      |
| AS Dream Team Milano                                                                      | 1            | 0                                                         | 1 · 2007                                       | 0                                               | 0                                      |
| Kuchall Steelers                                                                          | 1            | 0                                                         | 1 · 1998                                       | 0                                               | 0                                      |
| Oldham Owls                                                                               | 1            | 0                                                         | 1 · 1995                                       | 0                                               | 0                                      |
| US Ha Corvino                                                                             | 1            | 0                                                         | 1 · 1994                                       | 0                                               | 0                                      |
| UBC Münster puis USB Münster                                                              | 1            | 0                                                         | 1 · 1992                                       | 0                                               | 0                                      |
| BSG Duisburg                                                                              | 1            | 0                                                         | 1 · 1991                                       | 0                                               | 0                                      |
| ASPHA Douai                                                                               | 1            | 0                                                         | 1 · 1989                                       | 0                                               | 0                                      |
| Feniks Lokeren                                                                            | 1            | 0                                                         | 1 · 1981                                       | 0                                               | 0                                      |
| MEC Charleroi                                                                             | 1            | 0                                                         | 1 · 1980                                       | 0                                               | 0                                      |
| SV Sint-Jan Brugge                                                                        | 1            | 0                                                         | 1 · 1979                                       | 0                                               | 0                                      |
| ASHPA Strasbourg                                                                          | 1            | 0                                                         | 1 · 1978                                       | 0                                               | 0                                      |
| RSG Frankfurt puis Mainhatten Skywheelers                                                 | 1            | 0                                                         | 1 · 1977                                       | 0                                               | 0                                      |
| HB Le Cannet CA                                                                           | 3            | 0                                                         | 0                                              | 3 · 2014, 2015, 2017                            | 0                                      |
| CP Mideba puis CP Mideba Extremadura                                                      | 3            | 0                                                         | 0                                              | 2 · 2000, 2019                                  | 1 · 2013                               |
| Hannover United                                                                           | 2            | 0                                                         | 0                                              | 1 · 2024                                        | 1 · 2023                               |
| Rhine River Rhinos Wiesbaden                                                              | 1            | 0                                                         | 0                                              | 1 · 2025                                        | 0                                      |
| Red Dragon's Metz HS                                                                      | 1            | 0                                                         | 0                                              | 1 · 2022                                        | 0                                      |
| CID Casa Murcia Getafe                                                                    | 1            | 0                                                         | 0                                              | 1 · 2016                                        | 0                                      |
| BSR Fundacion Grupo Norte Valladolid                                                      | 1            | 0                                                         | 0                                              | 1 · 2010                                        | 0                                      |
| Padova Millennium Basket                                                                  | 1            | 0                                                         | 0                                              | 1 · 2008                                        | 0                                      |
| Pilatus Dragons                                                                           | 1            | 0                                                         | 0                                              | 1 · 2005                                        | 0                                      |
| CISS AIAS di Afragola                                                                     | 1            | 0                                                         | 0                                              | 1 · 2003                                        | 0                                      |
| SG Heidelberg                                                                             | 1            | 0                                                         | 0                                              | 1 · 2001                                        | 0                                      |
| ASCO Mulhouse                                                                             | 1            | 0                                                         | 0                                              | 1 · 1998                                        | 0                                      |
| HB Aillant sur Tholon                                                                     | 1            | 0                                                         | 0                                              | 1 · 1997                                        | 0                                      |
| CD Amivel Reyes Gutiérrez                                                                 | 1            | 0                                                         | 0                                              | 0                                               | 1 · 2025                               |
| UCAM Murcia BSR                                                                           | 1            | 0                                                         | 0                                              | 0                                               | 1 · 2024                               |
| CD Amfiv Vigo                                                                             | 1            | 0                                                         | 0                                              | 0                                               | 1 · 2017                               |
| BG Hamburg SV ou BG Baskets Hamburg                                                       | 1            | 0                                                         | 0                                              | 0                                               | 1 · 2014                               |
| Norrköping Dolphins                                                                       | 1            | 0                                                         | 0                                              | 0                                               | 1 · 2010                               |
| BADS Sardegna Quartu Sant'Elena                                                           | 1            | 0                                                         | 0                                              | 0                                               | 1 · 2009                               |

## Nombre de médailles par nations
Nations comportant au moins un club inscrit au ranking IWBF 2013 :

| Pays               | Médailles remportées                         | Médailles remportées                                      | Médailles remportées                           | Médailles remportées                            | Médailles remportées                   |
| Pays               | Total général Total par compétitions         | EuroCup I Coupe des Clubs Champions / Ligue des Champions | EuroCup II Coupe André Vergauwen / Euroligue 1 | EuroCup III Coupe Willi Brinkmann / Euroligue 2 | EuroCup IV Challenge Cup / Euroligue 3 |
| ------------------ | -------------------------------------------- | --------------------------------------------------------- | ---------------------------------------------- | ----------------------------------------------- | -------------------------------------- |
| Espagne            | 73 EC1 : 21 - EC2 : 16 - EC3 : 26 - EC4 : 10 | 7 · 8 · 6                                                 | 3 · 6 · 7                                      | 5 · 11 · 10                                     | 6 · 2 · 2                              |
| Italie             | 71 EC1 : 22 - EC2 : 21 - EC3 : 18 - EC4 : 10 | 4 · 9 · 9                                                 | 12 · 3 · 6                                     | 6 · 8 · 4                                       | 3 · 5 · 2                              |
| Allemagne          | 65 EC1 : 32 - EC2 : 21 - EC3 : 7 - EC4 : 5   | 9 · 8 · 15                                                | 9 · 8 · 4                                      | 5 · 2                                           | 2 · 3 ·                                |
| France             | 53 EC1 : 21 - EC2 : 19 - EC3 : 12 - EC4 : 1  | 6 · 10 · 5                                                | 3 · 4 · 12                                     | 7 · 2 · 3                                       | · 1                                    |
| Pays-Bas           | 38 EC1 : 27 - EC2 : 11 - EC3 : 0 - EC4 : 0   | 16 · 9 · 2                                                | 1 · 6 · 4                                      |                                                 |                                        |
| Turquie            | 30 EC1 : 6 - EC2 : 11 - EC3 : 4 - EC4 : 9    | 5 · 1 ·                                                   | 5 · 4 · 2                                      | 2 · 1 · 1                                       | 1 · 2 · 6                              |
| Grande-Bretagne    | 27 EC1 : 11 - EC2 : 11 - EC3 : 3 - EC4 : 2   | 1 · 3 · 7                                                 | 5 · 5 · 1                                      | 1 · 1 · 1                                       | 1 · 1 ·                                |
| Belgique           | 15 EC1 : 4 - EC2 : 9 - EC3 : 2 - EC4 : 0     | · 1 · 3                                                   | 3 · 4 · 2                                      | · 2                                             |                                        |
| Israël             | 9 EC1 : 0 - EC2 : 3 - EC3 : 4 - EC4 : 2      |                                                           | · 1 · 2                                        | · 2 · 2                                         | · 1 · 1                                |
| Suède              | 5 EC1 : 3 - EC2 : 0 - EC3 : 0 - EC4 : 2      | 1 · 2                                                     |                                                |                                                 | 1 · 1                                  |
| Bosnie-Herzégovine | 3 EC1 : 0 - EC2 : 0 - EC3 : 3 - EC4 : 0      |                                                           |                                                | · 2 · 1                                         |                                        |
| Suisse             | 2 EC1 : 0 - EC2 : 0 - EC3 : 1 - EC4 : 1      |                                                           |                                                | 1 ·                                             | · 1                                    |
| Autriche           | 1 EC1 : 0 - EC2 : 1 - EC3 : 0 - EC4 : 0      |                                                           | · 1                                            |                                                 |                                        |
| Russie             | 1 EC1 : 0 - EC2 : 0 - EC3 : 1 - EC4 : 0      |                                                           |                                                | · 1                                             |                                        |